# Septembre 1969

## Évènements
- 1er septembre : déposition du roi Idris de Libye. Le capitaine Mouammar Kadhafi prend le pouvoir et proclame la République arabe libyenne.
  - Kadhafi modifie les termes des contrats passés avec les compagnies pétrolières. Il obtient une hausse des prix, impose un contrôle et une limitation de la production.

- 2 septembre : décès de Hô Chi Minh, président du Nord Viêt Nam. On fait d'abord croire qu'il a eu lieu le 3 septembre. En l’absence d’un leader emblématique, la direction collégiale du parti communiste vietnamien maintient le système socialiste.

- 5 septembre (Guerre du Viêt Nam) : le lieutenant William Calley est inculpé pour le massacre de 109 civils vietnamiens à My Lai en 1968.

- 7 septembre (Formule 1) : Grand Prix automobile d'Italie 1969.

- 16 septembre :
  - France : présentation du projet de « Nouvelle Société » par le Premier ministre Jacques Chaban-Delmas. Jacques Chaban-Delmas pratique avec Jacques Delors une politique de réforme et d’ouverture, et négocie avec les syndicats sur les conditions de travail et les rémunérations. Le plan d’assainissement du ministre des Finances Valéry Giscard d'Estaing est mis en application.
  - Nouveau retrait des États-Unis au Sud Viêt Nam (35 000 hommes).

- 20 septembre (Formule 1) : Grand Prix automobile du Canada.

- 24 septembre (Portugal) : création de la Direction générale de la sécurité (D.G.S.), en remplacement du Pide.

- 26 septembre :  le général Ovando devient président de Bolivie (fin en octobre 1970). Il suit une ligne réformiste modérée rappelant celle du Mouvement nationaliste révolutionnaire (MNR).

- 28 septembre : élection du 6e Bundestag en Allemagne.

## Naissances
- 3 septembre : Hidehiko Yoshida, japonais, médaillé d'or en judo aux Jeux olympiques.
- 4 septembre : 
  - Va'aiga Lealuga Tuigamala, joueur de rugby à XV et à XIII néo-zélandais († 24 février 2022).
  - James Cleverly, homme politique britannique.
- 7 septembre :
  - Florence Laborderie, gymnaste artistique française.
  - Jimmy Urine, chanteur du groupe Mindless Self Indulgence.
  - Edmund Zitturi, biathlète italien.
- 9 septembre : Anders Meibom ancien footballeur et scientifique interdisciplinaire danois dans le domaine de la bio-géochimie.
- 13 septembre :
- David Gategno, compositeur et interprète français, membre du duo David et Jonathan.
- 14 septembre :
  - Francesco Antonioli, footballeur italien.
  - Vicente Aparicio, coureur cycliste espagnol.
  - André Basile, joueur et entraîneur de football français.
  - Denis Betts, joueur anglais de rugby à XIII.
  - Bong Joon-ho, réalisateur et scénariste sud-coréen.
  - Jacques Cardoze, journaliste et directeur de la communication français.
  - Michael J. Cox, acteur de films pornographiques américain.
  - Paulina Gálvez, actrice espagnole.
  - Konstadínos Koukodímos, athlète et homme politique grec.
  - Kallie Kriel, directeur d'AfriForum, un influent lobby sud-africain de défense des droits civils et de la minorité afrikaans en particulier.
  - Christophe Lucquiaud, joueur français de rugby à XV.
  - Juan José Origel, acteur, animateur et producteur mexicain.
  - Chris Rossouw, joueur de rugby à XV sud-africain.
  - Indrek Rumma, basketteur estonien.
  - Grigori Serper, joueur d'échecs ouzbek puis américain.
  - James Stinson, producteur américain de musique électronique († 3 septembre 2002).
  - Monika Vana, femme politique autrichienne membre de Die Grünen.
  - Yoo Seung-mok, acteur sud-coréen.
- 15 septembre : Géraldine Carré, animatrice de télévision, journaliste et animatrice de radio française († 3 mai 2024).
- 19 septembre : Cédric Dumond, comédien français spécialisé dans le doublage.
- 21 septembre : Anne Depétrini, comédienne et réalisatrice française.
- 23 septembre : Patrick Fiori, chanteur français.
- 24 septembre : Michel Gbagbo, écrivain franco-ivoirien.
- 25 septembre :
  - Catherine Zeta-Jones, actrice britannique.
  - Yves Amyot, acteur québécois.
- 26 septembre : Anthony Kavanagh, humoriste canadien.
- 29 septembre : Dorcy Rugamba, acteur et dramaturge rwandais.

## Décès
- 2 septembre : Hô Chi Minh, président du Viêt Nam.
- 8 septembre : Alexandra David-Néel, exploratrice française.
- 12 septembre : Charles Foulkes, militaire du Royal Canadian Regiment.
- 13 septembre : Abd al-Rahman al-Kayyali, médecin syrien, membre du mouvement nationaliste syrien, ministre de la Justice (° 1887).